# منبع سیستم
در علوم رایانه، یک منبع یا منبع سیستمی به هر جزء فیزیکی یا مجازی با محدودیت دسترسی در یک سیستم رایانه‌ای گفته می‌شود. بنابراین هر قطعه متصل به یک رایانه یک منبع می‌باشد. تمامی قطعات سخت افزاری یک رایانه منابع آن رایانه هستند. منابع مجازی مهم هر سیستم شامل پرونده ها، فضای حافظه و ارتباطات شبکه‌ای آن رایانه هستند.

## انواع منابع عمده
- زمان واحد پردازش مرکزی (CPU time)
- رم یا حافظه دسترسی تصادفی و حافظه مجازی
- فضای دیسک سخت
- توان عملیاتی شبکه
- توان الکتریکی
- دستگاه جانبی
- عملیات‌های ورودی/خروجی

## مدیریت منابع
به کارگیری یک منبع شاخصه‌ای برای آن منبع می‌باشد که نشاندهنده اینست که آن منبع در حال حاضر در دسترس است. به کارگیری های یک منبع میتوانند مبهم باشند که در آن حالت اصولاً از اعداد صحیح هستند، یا میتوانند اشاره‌گر ای به اجازه دسترسی بیشتر به اطلاعات باشند. متداول‌ترین بکارگیری منبع، توصیفگر فایل (File Descriptor) و کانال شبکه (Sockets) هستند.